# Luis Marín Barahona
Luis Antonio Marín Barahona (Valparaíso, Chile, 18 de mayo de 1983) es un exfutbolista chileno jugaba como portero. Actualmente, se desempeña como Secretario del Sindicato de Futbolistas Profesionales de Chile y comentarista en TNT Sports.
Es apodado como Pablito Ruiz por su parecido al cantante argentino Pablo Ruiz.

## Trayectoria
Estudió en el Colegio Salesiano de Valparaíso donde jugaba en la selección del colegio. Además inició su carrera en las divisiones inferiores del club Villa Berlín en Cerro Los Placeres de Valparaíso hasta el año 2002, luego de probarse en Santiago Wanderers, dónde no contaron con el dinero para adquirir su carta, y Colo-Colo, llegó a Audax Italiano en el año 2003 por medio del empresario Marcelino Espina. Después de estar en la suplencia y tener falta de oportunidad durante muchos años decidió terminar el contrato con Audax e irse a Lota Schwager en 2007 donde desafortunadamente descendió a la Primera B.
Luego en 2008 fichó por Unión Española donde partió siendo suplente del portero Cristián Limenza, jugando sólo un partido  (contra Cobresal). Pero al año siguiente la lesión de Limenza le permitió a Marín hacerse con la titularidad de la portería hispana por algunos partidos.  En dicho Torneo Apertura del año 2009, jugó un memorable partido contra Everton de Viña del Mar con triunfo hispano por 1 a 0, en el que atajó dos penales (uno a Rodrigo Ramírez y el otro a Jaime Riveros); luego de nueve partidos Limenza se recupera y Luis volvió a ser suplente. Pero durante el Torneo de Clausura 2009 tuvo más continuidad, le ganó el puesto a Limenza, jugando la mayoría de partidos. 
El 2011 se fue a O'Higgins, donde logró el subcampeonato del 2012-A perdiendo ante la Universidad de Chile, se queda ligando al club hasta a mediados de 2013 donde por un trueque con Paulo Garcés, hecho por O´Higgins y la Universidad de Chile se fue al cuadro azul, logrando el 2014-A. A inicios de 2015 se fue al Sporting Kansas City donde juega poco y a mediados de ese año se va a Palestino, en donde juega hasta a mediados de 2016. 
A mediados de 2016 se fue con el recién ascendido Deportes Temuco, jugando hasta mediados de 2017, donde termina su contrato debido a un confuso incidente con el entonces entrenador Dalcio Giovagnoli y con la plana directiva.

## Selección nacional
En la última nómina para la selección chilena el entrenador Argentino Marcelo Bielsa convoca a Luis Marín para el puesto de Guardameta, reforzando así la sólida actuación del portero en el campeonato Chileno y transformándose en un gran desafío para su carrera. Debutó con la selección chilena el 31 de marzo de 2010 en el duelo amistoso entre Chile y Venezuela, en la ciudad de Temuco.
El 21 de diciembre de 2011, Claudio Borghi lo convoca para el amistoso Chile-Paraguay, siendo titular. Ese partido terminaría a favor de Chile, 3-2.

### Participaciones en Copas del Mundo
| Mundial                        | Sede      | Resultado        |
| ------------------------------ | --------- | ---------------- |
| Copa Mundial de Fútbol de 2010 | Sudáfrica | Octavos de final |

### Partidos internacionales
| 1     | 31 de marzo de 2010     | Estadio Germán Becker, Temuco, Chile                   | Chile                  | 0-0 | Venezuela         |   |  | Marcelo Bielsa | Amistoso |
| 2     | 5 de mayo de 2010       | Estadio Tierra de Campeones, Iquique, Chile            | Chile                  | 2-0 | Trinidad y Tobago |   |  | Marcelo Bielsa | Amistoso |
| 3     | 16 de mayo de 2010      | Estadio Azteca, Ciudad de México, México               | México                 | 1-0 | Chile             |   |  | Marcelo Bielsa | Amistoso |
| 4     | 7 de septiembre de 2010 | Estadio Lobanovsky Dynamo, Kiev, Ucrania               | Ucrania                | 2-1 | Chile             |   |  | Marcelo Bielsa | Amistoso |
| 5     | 9 de octubre de 2010    | Estadio Sheikh Zayed, Abu Dabi, Emiratos Árabes Unidos | Emiratos Árabes Unidos | 0-2 | Chile             |   |  | Marcelo Bielsa | Amistoso |
| 6     | 12 de octubre de 2010   | Al-Seeb Stadium, Seeb, Omán                            | Omán                   | 0-1 | Chile             |   |  | Marcelo Bielsa | Amistoso |
| 7     | 21 de diciembre de 2011 | Estadio La Portada, La Serena, Chile                   | Chile                  | 3-2 | Paraguay          |   |  | Claudio Borghi | Amistoso |
| 8     | 15 de febrero de 2012   | Estadio Feliciano Cáceres, Luque, Paraguay             | Paraguay               | 2-0 | Chile             |   |  | Claudio Borghi | Amistoso |
| Total | Total                   | Total                                                  | Presencias             | 8   | Goles             | 0 |  |                |          |

| Selección chilena | Selección chilena | Selección chilena |
| Año               | Partidos          | Goles             |
| ----------------- | ----------------- | ----------------- |
| 2010              | 6                 | 0                 |
| 2011              | 1                 | 0                 |
| 2012              | 1                 | 0                 |
| Total             | 8                 | 0                 |

## Clubes
| Club                 | País           | Año       | PJ | Goles |
| -------------------- | -------------- | --------- | -- | ----- |
| Audax Italiano       | Chile          | 2003-2006 | 0  | 0     |
| Lota Schwager        | Chile          | 2007      | 28 | 0     |
| Unión Española       | Chile          | 2008-2010 | 52 | 0     |
| O'Higgins            | Chile          | 2011-2013 | 93 | 0     |
| Universidad de Chile | Chile          | 2013-2014 | 21 | 0     |
| Sporting Kansas City | Estados Unidos | 2015      | 8  | 0     |
| Palestino            | Chile          | 2015-2016 | 34 | 0     |
| Deportes Temuco      | Chile          | 2016-2017 | 27 | 0     |

## Palmarés

### Campeonatos nacionales
| Título           | Club                 | País  | Año    |
| ---------------- | -------------------- | ----- | ------ |
| Primera División | Universidad de Chile | Chile | 2014-A |

### Distinciones individuales
| Distinción           | Año  |
| -------------------- | ---- |
| Medalla Bicentenario | 2010 |

### Capitán de O'Higgins
| Predecesor: Albert Acevedo | Capitán de O'Higgins 2011-2012 | Sucesor: Braulio Leal |